# TIAS
TIAS – polska spółka z.o.o. założona w 1997 r., specjalizująca się w usługach finansowych i prawnych, w szczególności dla rynku azjatyckiego. Firma oferuje doradztwo w obszarach księgowości, prawa, podatków, zarządzania kadrami i płacami oraz usługi szkoleniowe. 

## Działalność doradcza i księgowa
Spółka TIAS rozpoczęła działalność jako lokalne biuro księgowe, ewoluując w firmę doradczą o międzynarodowym zasięgu, z siedzibami w miastach Polski (Wrocław, Szczecin, Warszawa, Katowice, Gorlice, Gorzów Wielkopolski, Kielce) oraz stolicy Korei Południowej – Seulu. Główne biuro firmy znajduje się we Wrocławiu przy al. Gen. Józefa Hallera 78/4. 
TIAS specjalizuje się w świadczeniu następujących usług: 
- outsourcing księgowości, kadr i płac[6]
- doradztwo finansowe i podatkowe
- doradztwo prawne[7] w zakresie prawa gospodarczego, handlowego, imigracyjnego[8], podatkowego i zakładania spółek
- doradztwo biznesowe
- tłumaczenia przysięgłe na języki: angielski, koreański i chiński
- szkolenia z zakresu finansów, podatków, różnic międzykulturowych i przywództwa[9].

## Działalność dodatkowa
Przedstawiciele TIAS występowali w roli prelegentów na konferencjach i misjach gospodarczych dedykowanych rynkom azjatyckim, takich jak Poland - Korea Business Forum 2022 w Seulu (PAIH) czy Poland - Thailand  Business Forum 2022 w Bangkoku (PAIH). Firma brała  udział w wydarzeniach, takich jak Forum Gospodarcze Korea-Polska 2023,  Forum Ekonomiczne w Karpaczu, Krynica Forum, Europejskie Forum Naukowych Idei, Wolves Sumit, Rebuilt Ukraine Together, a także Made In Wroclaw (ARAW). TIAS angażowała się też w inicjatywy promujące kulturę azjatycką w Polsce, np. Korean Film Festiwal, K-WEEKEND w Porcie Lotniczym Wrocław S.A czy Azjatycki Festiwal Filmowy Pięć Smaków.  W grudniu 2022 roku firma podpisała umowę z Uniwersytetem Ekonomicznym we Wrocławiu. Współpraca zakłada wymianę doświadczeń związanych z pracą w środowisku międzykulturowym. Projekt realizowany jest przez ekspertów TIAS w kooperacji ze studentami uniwersytetu. Firma należy do globalnej organizacji Antea Group, która zrzesza podmioty oferujące doradztwo podatkowe i prawne, audyty oraz konsultacje biznesowe.

## Nagrody i wyróżnienia
W styczniu 2024 roku spółka TIAS została umieszczona na liście laureatów rankingu Diamenty Forbesa 2024.